# Padlí hrdinové
Padlí hrdinové je kniha z prostředí Star Treku, jejímž autorem je Dafydd AB Hugh (pseudonym Davida Friedmana) z USA. Kniha je samostatným románem, navazujícím na TV seriál Stanice Deep Space Nine. V originálu se kniha jmenovala Fallen Heroes s hlavním nadpisem celé série Star Trek: Deep Space Nine a v USA byla poprvé vydána roku 1994.

## Obsah
Úvod k celé knižní i TV sérii: Poblíž planety Bajor postavila civilizace Cardassianů velkou vesmírnou stanici, kterou převzala Hvězdná federace vedená Zemí a přejmenovala ji na Deep Space Nine. Do funkce jejího velitele  je jmenován Benjamin Sisko ze Země. Na stanici je pestrá směsice národností, setkáváme se např. s Bajorany, měňavcem, zde konstáblem Odem, jsou zde i ziskuchtiví Ferengové – zde jedna z hlavních postav příběhu Quark, majitel velkého baru na Promenádě ve stanici.
V popisovaném příběhu Quark získá pod rukou od překupníka bednu zajímavých předmětů, které hodlá výhodně zpeněžit. Jenže jeden z nich je podivný přístroj z Gamma kvadrantu. Odo se chce přesvědčit, zda je pro stanici bezpečný a spolu s Quarkem jej aktivují. Tím se nevědomky přesunou o tři dny kupředu a ocitají se na zničené stanici plné mrtvých lidí.
Aktivace předmětu totiž přivolá přes červí díru z Gamma kvadrantu cizí kosmickou loď. Zde bytosti – Bekkirové nemilosrdně ve snaze předmět získat začnou posádku vybíjet a stanici ničit. Rozpoutá se válečná vřava, boje obránců s vetřelci na všech částech lodě. Napínavě líčený příběh přeskakuje z tohoto souboje na tři dny vzdálenou budoucnost, v níž Quark s Odem nachází po delší době jen dvě děti a nakonec najdou i klíč aktivující znovu cizí přístroj, přičemž Odo téměř zahyne. Dozvídáme se v souběžné linii, jak zahynuli Sisko, Kira a další členové posádky, přičemž každý z nich před svou smrtí našel část řešení, jak bytosti vetřelců zničit. Přesto všichni zahynou, ovšem Sisko dokáže zároveň zničit i zbytek všech vetřelců.
Z budoucnosti se pak vrátí zdeptaný Quark do minulosti, kde mu nikdo vč. Siska nevěří. Přesto Quark dokáže právě se objeveným vetřelcům hledaný předmět vrátit a ti se bez napadení stanice vrátí červí dírou zpět. Takže budoucnost se nestala, nikdo nezahynul.
Odo pak donutí Quarka, aby o prožitých událostech pomlčel.       

## České vydání knihy
Do češtiny knihu přeložil Jan Pavlík v roce 2009 a vydalo ji nakladatelství Laser-books s.r.o. z Plzně téhož roku jako svazek 381 (ve své edici Star Trek č.29).  Brožovaná publikace měla cenu 185 Kč, 304 stran, barevnou obálku s portrétem Kiry z Bajoru před stanicí, titulem a jménem autora. . 